# Anton Krešić
Anton Krešić (Dieburg, 29 gennaio 1996) è un calciatore croato, difensore dell'HNK Gorica in prestito dal CFR Cluj.

## Caratteristiche tecniche
Difensore centrale molto alto, è abile nei contrasti aerei ed è sovente decisivo anche nell'area offensiva, grazie alla sua abilità nel prendere il tempo agli avversari. Ha iniziato a giocare come attaccante, prima di essere arretrato di ruolo nel 2011.

## Carriera

### Club
Nato a Dieburg in Germania da genitori croati, muove i primi passi nel Naftaš Ivanic per poi passare all'NK Zagabria; il 29 gennaio 2015, giorno del suo diciannovesimo compleanno, viene acquistato dall'Atalanta.
Il 1º agosto 2016 viene ceduto in prestito al Trapani. Esordisce tra i professionisti il 1º ottobre, in occasione della partita persa per 0-2 contro il Cittadella, sostituendo all'85º minuto De Cenco.
Il 15 luglio 2017 si trasferisce in prestito all'Avellino, con cui il 30 settembre segna la prima rete in Serie B, nella vittoria ottenuta in rimonta contro l'Empoli.
Il 12 luglio 2018 viene ceduto, sempre in prestito, alla Cremonese. L'8 gennaio 2019, dopo aver collezionato dieci presenze totali con i lombardi, molto spesso da subentrato, si trasferisce al Carpi, sempre in Serie B.
Nel luglio 2019 viene ingaggiato dal Padova club di Serie C in prestito con diritto di riscatto.Il 6 ottobre successivo, segna la sua prima rete in maglia biancoscudata nella vittoria interna per 2-0 contro l'Arzignano. A fine stagione il prestito viene rinnovato.
Il 17 luglio 2021 viene ceduto nuovamente a titolo temporaneo, con diritto di opzione e obbligo di riscatto al verificarsi di determinate condizioni, questa volta in patria al Rijeka.

### Nazionale
Compie tutta la trafila delle nazionali giovanili croate, giocando alcune partite nelle rispettive selezioni; Under-15 Under-16 Under-17 ed Under-19 croata.

## Statistiche

### Presenze e reti nei club
Statistiche aggiornate al 29 agosto 2024.
| Stagione        | Squadra         | Campionato      | Campionato | Campionato | Coppe nazionali | Coppe nazionali | Coppe nazionali | Coppe continentali | Coppe continentali | Coppe continentali | Altre coppe | Altre coppe | Altre coppe | Totale | Totale | Totale |
| Stagione        | Squadra         | Comp            | Pres       | Reti       | Comp            | Pres            | Reti            | Comp               | Pres               | Reti               | Comp        | Pres        | Reti        | Pres   | Reti   |        |
| --------------- | --------------- | --------------- | ---------- | ---------- | --------------- | --------------- | --------------- | ------------------ | ------------------ | ------------------ | ----------- | ----------- | ----------- | ------ | ------ | ------ |
| 2016-2017       | Trapani         | B               | 11         | 0          | CI              | 0               | 0               | -                  | -                  | -                  | -           | -           | -           | 11     | 0      |        |
| 2017-2018       | Avellino        | B               | 25         | 3          | CI              | 0               | 0               | -                  | -                  | -                  | -           | -           | -           | 25     | 3      |        |
| 2018-gen. 2019  | Cremonese       | B               | 9          | 0          | CI              | 1               | 0               | -                  | -                  | -                  | -           | -           | -           | 10     | 0      |        |
| gen.-giu. 2019  | Carpi           | B               | 12         | 0          | CI              | -               | -               | -                  | -                  | -                  | -           | -           | -           | 12     | 0      |        |
| 2019-2020       | Padova          | C               | 25+3       | 3          | CI+CI-C         | 1+1             | 0               | -                  | -                  | -                  | -           | -           | -           | 30     | 3      |        |
| 2020-2021       | Padova          | C               | 18+6       | 2+1        | CI              | 0               | 0               | -                  | -                  | -                  | -           | -           | -           | 24     | 3      |        |
| Totale Padova   | Totale Padova   | Totale Padova   | 43+9       | 5+1        |                 | 2               | 0               |                    | -                  | -                  |             | -           | -           | 54     | 6      |        |
| 2021-2022       | Rijeka          | 1.HNL           | 28         | 3          | CC              | 4               | 1               | UECL               | 4                  | 0                  | -           | -           | -           | 36     | 4      |        |
| 2022-2023       | Rijeka          | 1.HNL           | 14         | 0          | CC              | 2               | 0               | UECL               | 2                  | 0                  | -           | -           | -           | 18     | 0      |        |
| Totale Rijeka   | Totale Rijeka   | Totale Rijeka   | 42         | 3          |                 | 6               | 1               |                    | 6                  | 0                  |             | -           | -           | 54     | 4      |        |
| 2023-2024       | CFR Cluj        | L1              | 21+7       | 0          | CR              | 3               | 0               | UECL               | 2                  | 0                  | -           | -           | -           | 33     | 0      |        |
| 2024-2025       | CFR Cluj        | L1              | 3          | 0          | CR              | 0               | 0               | UECL               | 4                  | 1                  | -           | -           | -           | 7      | 1      |        |
| 2025-2026       | CFR Cluj        | L1              | -          | -          | CR              | -               | -               | UEL                | -                  | -                  | SR          | -           | -           | -      | -      |        |
| Totale CFR Cluj | Totale CFR Cluj | Totale CFR Cluj | 31         | 0          |                 | 3               | 0               |                    | 6                  | 1                  |             | -           | -           | 40     | 1      |        |
| Totale carriera | Totale carriera | Totale carriera | 182        | 12         |                 | 12              | 1               |                    | 12                 | 1                  |             | -           | -           | 206    | 14     |        |